# Battaglia di Timor
La battaglia di Timor si svolse tra il 19 febbraio 1942 e il 19 febbraio 1943 nell'isola di Timor durante i più vasti eventi della campagna delle Indie orientali olandesi della seconda guerra mondiale.
La metà occidentale dell'isola di Timor era un possedimento dei Paesi Bassi come parte delle Indie orientali olandesi, e con l'entrata in guerra dell'Impero giapponese nel dicembre 1941 era divenuta una base aerea avanzata degli Alleati a difesa degli approcci all'Australia; un contingente australiano era stato inviato a rinforzare la guarnigione olandese, andando a occupare anche la metà orientale dell'isola che all'epoca era un possedimento coloniale del neutrale Portogallo.
Nella notte tra il 19 e 20 febbraio 1942 truppe giapponesi lanciarono l'invasione dell'isola, con sbarchi anfibi e lanci di paracadutisti; numericamente sopraffatte, le forze australiano-olandesi furono in gran parte costrette alla resa, ma un contingente australiano riuscì a rifugiarsi sulle montagne della parte sud-orientale dell'isola e continuare una lotta di guerriglia contro gli occupanti nipponici. Per mesi gli australiani portarono avanti imboscate, incursioni e sabotaggi ai danni delle unità giapponesi; la popolazione civile e le autorità coloniali portoghesi, sottoposte a un durissimo regime di occupazione da parte dei giapponesi, appoggiarono in vario modo le attività di guerriglia degli australiani, riforniti per via aerea e navale dalla madrepatria. Con gli Alleati sotto forte pressione sul fronte della Nuova Guinea, alla fine il comando australiano decise di ritirare le sue ultime unità da Timor, operazione portata a termine nel febbraio 1943.

## Antefatti

### La Sparrow Force
Alla fine del 1941, l'isola di Timor nell'arcipelago malese era politicamente suddivisa tra due distinte potenze coloniali: la parte orientale dell'isola, con capoluogo Dili, era una colonia del Portogallo (Timor portoghese) mentre la parte occidentale, con centro amministrativo a Kupang, era parte delle Indie orientali olandesi (Timor Ovest); la piccola enclave portoghese di Ocussi si trovava all'interno della zona olandese dell'isola.

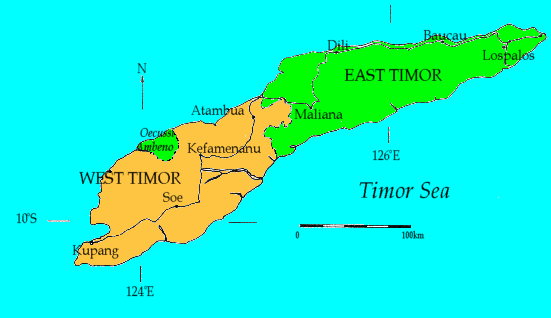
Timor all'epoca dei fatti: la parte occidentale (arancione) era una colonia dei Paesi Bassi, quella orientale (verde) un possedimento del Portogallo

L'isola era poco presidiata: la guarnigione olandese, incentrata a Kupang, ammontava a circa 500 uomini dell'Esercito delle Indie Orientali, mentre il presidio portoghese di Dili ammontava a circa 150 soldati.. Nel febbraio 1941 i governi di Australia e Paesi Bassi siglarono un accordo in base al quale, se l'Impero giapponese in quel momento ancora neutrale fosse sceso in guerra a fianco delle Potenze dell'Asse, gli australiani avrebbero fornito un contingente di truppe e aerei da combattimento per presidiare Timor; il Portogallo, sotto pressioni diplomatiche da parte dei giapponesi, decise invece di mantenere la più rigida neutralità tra le parti in guerra. In base agli accordi, quindi, subito dopo l'attacco di Pearl Harbor una piccola forza di spedizione australiana denominata Sparrow Force arrivò a Kupang il 12 dicembre 1941; nel mentre, due simili contingenti australiani designati Gull Force e Lark Force furono inviati a rinforzare le guarnigioni di Ambon e Rabaul.
La Sparrow Force era inizialmente agli ordini del tenente colonnello William Leggatt, e includeva un battaglione di fanteria (il 2/40th Battalion), la 2nd Independent Company (un'unità tipo commando agli ordini del maggiore Alexander Spence) e una batteria di artiglieria costiera; in totale, i soldati australiani ammontavano a 1 400. Queste unità rinforzarono il presidio olandese di Timor, al comando del tenente colonnello Nico van Straten, il quale includeva il "Battaglione di guarnigione di Timor e dipendenze", una compagnia del VIII Battaglione di fanteria, una compagnia di riservisti, un plotone mitragliatrici e una batteria di artiglieria. Il supporto aereo proveniva da dodici bombardieri leggeri Lockheed Hudson del No. 2 Squadron della Royal Australian Air Force (RAAF). La Sparrow Force venne inizialmente dislocata attorno a Kupang e a presidio dello strategico campo di aviazione di Penfui nell'angolo sud-occidentale dell'isola, ma altre unità furono dislocate nelle località di Klapalima, Usapa Besar e Babau con una base di rifornimento situata ancora più a est a Champlong.
Anche dopo l'entrata in guerra del Giappone il Portogallo si rifiutò categoricamente di abbandonare la sua neutralità e di cooperare con gli Alleati, pianificando piuttosto di rafforzare la guarnigione della sua metà di Timor inviando un contingente di 800 uomini dalla colonia del Mozambico portoghese. Il rifiuto di cooperare da parte del governo di Lisbona lasciava il fianco orientale degli Alleati pericolosamente scoperto, e il 17 dicembre una forza combinata olandese-australiana invase e occupò la parte portoghese di Timor. Il primo ministro portoghese António de Oliveira Salazar avanzò formali protese diplomatiche presso i governi alleati per questa violazione della neutralità, e il locale governatore portoghese Manuel de Abreu Ferreira de Carvalho si proclamò prigioniero degli occupanti; ad ogni modo, il piccolo presidio portoghese non oppose alcuna resistenza armata all'invasione, la popolazione locale si dimostrò generalmente benevola con gli Alleati e le autorità locali iniziarono una tacita cooperazione con gli occupanti. La maggior parte delle truppe olandesi e un plotone della 2nd Independent Company furono schierate nella zona portoghese di Timor, dispiegate in una serie di piccoli distaccamenti in lungo e in largo per il territorio.
La parte portoghese di Timor non era originariamente inclusa nei progetti di invasione delle forze giapponesi, ma la mossa degli australiano-olandesi portò l'alto comando di Tokyo a pianificare l'occupazione anche di essa. I governi portoghese e britannico raggiunsero un accordo in base al quale le unità alleate si sarebbero ritirate da Timor est non appena i rinforzi portoghesi fossero arrivati dal Mozambico; il contingente di rinforzo salpò da Lourenço Marques il 28 gennaio 1942, ma l'invasione giapponese giunse ben prima del suo arrivo.

### Preludio all'invasione

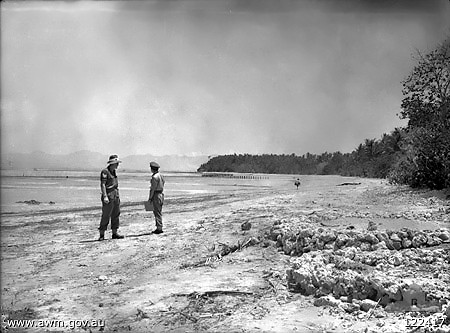
La Sparrow Force australiana arriva a Timor nel dicembre 1941

Nel gennaio 1942, le forze alleate dislocate a Timor costituivano un collegamento chiave tra l'Australia e i possedimenti olandesi, parte dell'American-British-Dutch-Australian Command sotto il comando del generale britannico Archibald Wavell; l'aeroporto di Penfui costituiva un collegamenti vitale per le forze statunitensi impiegate in combattimento contro i giapponesi nelle Filippine. Uno stato maggiore australiano arrivò a Kupang il 12 febbraio 1942, e il generale di brigata William Veale divenne il nuovo comandante in capo delle forze alleate nell'isola; per quella data, tuttavia, molti dei membri originari della Sparrow Force erano stati messi fuori combattimento dalla malaria e dalle altre malattie favorite dal clima tropicale dell'isola.
Penfui fu bombardata da aerei giapponesi il 26 e il 30 gennaio, ma queste incursioni furono contrastate di caccia Curtiss P-40 Warhawk dell'United States Army Air Forces che decollavano dalla non distante base di Darwin in Australia. Più avanti alla fine del mese, giunsero a rinforzo della guarnigione altri 500 soldati olandesi e una batteria di cannoni antiaerei britannici, con altre truppe australiane e statunitensi pronte a essere sbarcate nel mese di febbraio
La morsa su Timor si stava però stringendo. Il 23 gennaio i giapponesi avevano conquistato Rabaul e il 3 febbraio seguente presero anche Ambon, distruggendo tanto la Gull Force quanto la Lark Force; il 16 febbraio, invece, un convoglio di rifornimenti alleato diretto a Kupang finì sotto un violento attacco aereo giapponese, dovendo invertire la rotta e rientrare a Darwin senza aver scaricato alcun equipaggiamento a destinazione. Divenne evidente che la Sparrow Force non era più rinforzabile, e che i giapponesi erano pronti al loro prossimo passo nella conquista delle Indie olandesi.

## La battaglia

### Gli sbarchi a Dili
Nella notte tra il 19 e il 20 febbraio, 1 500 soldati del 228º Reggimento fanteria dell'Esercito imperiale giapponese al comando del colonnello Sadashichi Doi iniziarono a sbarcare attorno a Dili nella zona portoghese di Timor; la forza di invasione giapponese venne scambiata inizialmente per le navi trasportanti i rinforzi portoghesi salpati dal Mozambico, e gli Alleati furono colti completamente di sorpresa dall'attacco: ad ogni modo, gli australiano-olandesi erano ben preparati e la guarnigione di Dili iniziò un'ordinata ritirata nelle regioni dell'interno coperta da una sezione di 18 uomini della 2nd Independent Company stazionata all'aeroporto della città. Secondo i resoconti australiani, i commando uccisero circa 200 soldati nipponici nel corso della prima ora di scontri, per quanto i rapporti giapponesi riferirono di non più di sette perdite.
Un altro gruppo di commando australiani, la No. 7 Section, fu meno fortunata, finendo con l'incappare per caso in un blocco stradale dei giapponesi; secondo lo storico Brad Manera, nonostante si fossero arresi tutti gli australiani tranne uno furono massacrati dai giapponesi. Numericamente sopraffatti, gli australiani superstiti si ritirarono verso sud ed est sulle montagne dell'interno, mentre Van Straten e 200 soldati olandesi ripiegarono verso sud-ovest alla volta di Timor Ovest.

### Gli sbarchi a Timor Ovest

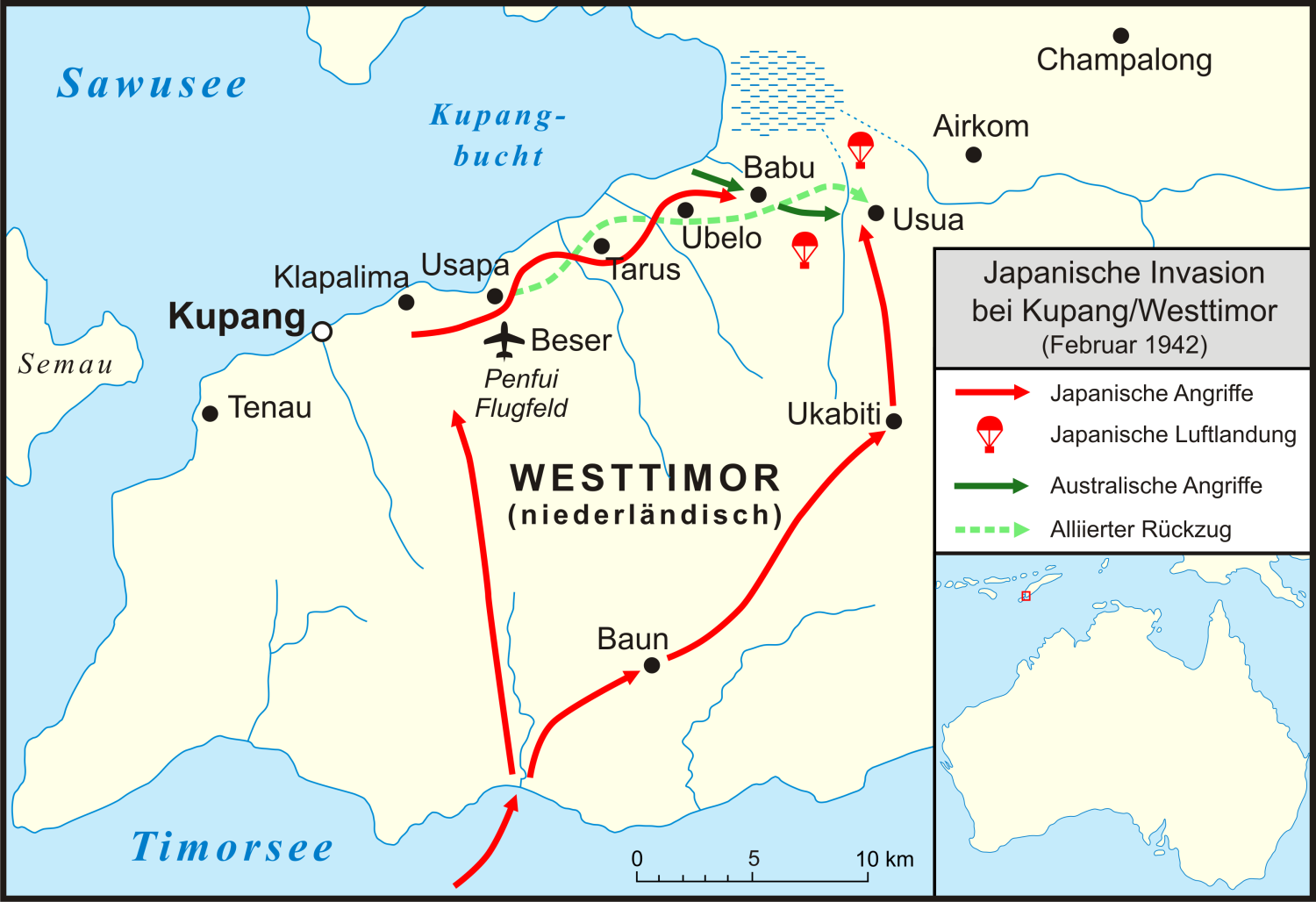
Operazioni a Timor Ovest nel febbraio 1942: in rosso i movimenti dei giapponesi, in verde quelli degli Alleati

Mentre erano in corso gli sbarchi a Timor, le truppe alleate nella metà occidentale dell'isola subirono pesanti attacchi dagli aerei giapponesi, che spinsero infine il piccolo distaccamento di velivoli della RAAF a decollare alla volta dell'Australia. Il posto di comando del generale Veale era collocato all'aeroporto di Penfui a est di Kupang, difeso dalla Compagnia C del 2/40th Battalion e dalla batteria antiaerea britannica, con il resto del battaglione australiano schierato a difesa delle spiagge a nord-est di Kupang e alcuni reparti olandesi a ovest della città; la riserva era rappresentata dalla Compagnia D del 2/40th Battalion, di base all'interno di Kupang stessa, mentre le unità logistiche del battaglione erano situate nella cittadina di Babau più a est.
I bombardamenti furono seguiti dallo sbarco alle prime luci dell'alba del corpo centrale delle forze del colonnello Doi, due battaglioni del 228º Reggimento giapponese e della 1ª Kaigun Tokubetsu Rikusentai di Kure (la fanteria di marina nipponica), per un totale di 4 600 uomini appoggiati da cinque tankette Type 94 TK; i giapponesi presero terra incontrastati lungo l'indifesa costa sud occidentale dell'isola, e iniziarono a muovere verso nord in tre colonne tagliando fuori i reparti olandesi schierati a occidente e attaccando le postazioni del 2/40th Battalion australiano a difesa di Penfui. Una compagnia giapponese si aprì la strada in direzione nord-est verso Usua, al fine di tagliare la via di ritirata delle truppe alleate; in risposta, il quartier generale della Sparrow Force fu subito spostato più a est, a Champlong.
Allo sbarco anfibio dei reparti giapponesi fece seguito l'arrivo di un contingente di paracadutisti. Alle 06:00 del 20 febbraio decollarono dalla base di Kendari 28 aerei da trasporto Kawasaki Ki-56 con a bordo 308 paracadutisti della 3ª Kaigun Tokubetsu Rikusentai di Yokosuka (3ª Yokosuka KTR) agli ordini del capitano di corvetta Koichi Fukumi; il loro obiettivo era l'aeroporto di Penfui, ma a differenza che nella battaglia di Manado nel gennaio precedente (dove i paracadutisti nipponici si erano lanciati direttamente su un campo d'aviazione subendo però pesanti perdite negli scontri con i difensori) i membri della 3ª Yokosuka KTR si sarebbero paracadutati a una certa distanza dall'obiettivo e avrebbero poi raggiunto Penfui a piedi. Dopo un volo di 675 chilometri (l'operazione aviotrasportata a più lunga distanza mai tentata dai giapponesi), i paracadutisti di Fukumi si lanciarono incontrastati alle 10:00 in un tratto pianeggiante tra le cittadine di Babau e Usua, 17 chilometri a nord-est di Penfui; dopo essersi radunati, alle 11:00 i paracadutisti si misero in marcia lungo la strada costiera che conduceva a Kupang, entrando subito in contatto con le unità di retrovia australiane acquartierate a Babau.
Leggatt ordinò ai reparti australiani di distruggere l'aeroporto di Penfui e di ripiegare in direzione est, ma la via di ritirata degli Alleati alla volta di Champlong era tagliata dall'arrivo dei paracadutisti giapponesi. La Compagnia D fu lanciata alle 14:30 in un contrattacco contro i paracadutisti a Babau, che culminò in una carica alla baionetta e in duri scontri corpo a corpo; i giapponesi furono respinti dopo aver subito 22 morti e 30 feriti, e il capitano Fukumi decise di lasciare la strada e di aggirare le postazioni australiane da sud-ovest inoltrandosi nella giungla dell'interno. Alle 10:00 del 21 febbraio altri 26 aerei da trasporto lanciarono un secondo scaglione di 323 paracadutisti della 3ª Yokosuka KTR nella stessa zona di lancio tra Babau e Usua; anche questo secondo contingente entrò in contatto con la Compagnia D a Babau, e si ritirò nella giungla per unirsi agli uomini di Fukumi dopo aver subito 14 morti e quattro feriti.
Dopo una difficile marcia attraverso la giungla, i paracadutisti di Fukumi raggiunsero Penfui la mattina del 22 febbraio, solo per scoprire che il campo d'aviazione, sgombrato dagli Alleati, era caduto in mano alla 1ª Kure KTR giunta da sud il giorno precedente. Attaccata dal corpo principale dei reparti nipponici arrivati dal mare, la Sparrow Force tenne duro ancora per un giorno, ma con i suoi soldati a corti di munizioni, esausti e costretti a trasportare diversi uomini gravemente feriti alla fine Leggatt accettò la richiesta giapponese di una resa e si consegnò il 23 febbraio a Usua; il 2/40th Battalion subì 84 morti e 132 feriti nel corso dei combattimenti, ma più del doppio di tale numero sarebbe deceduto durante il periodo di detenzione come prigionieri di guerra che gli uomini avrebbero dovuto sopportare per i successivi due anni e mezzo. Il generale Veale, con il quartier generale della Sparrow Force e qualche altro reparto per un totale di circa 290 tra australiani e olandesi, rifiutò la resa e continuò a ritirarsi verso est per ricongiungersi alle unità nella zona portoghese dell'isola

### La resistenza

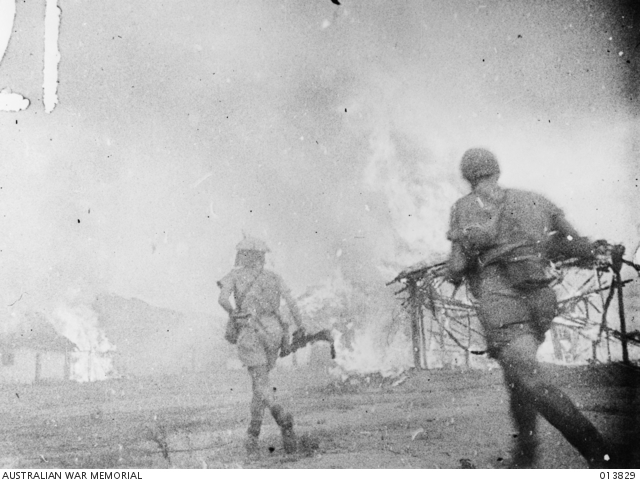
Guerriglieri australiani a Timor Est bruciano il villaggio di Mindello per prevenirne l'occupazione da parte dei giapponesi

Alla fine del febbraio 1942 i giapponesi controllavano l'intera porzione olandese di Timor a ovest nonché l'area attorno a Dili a nord-est nella zona portoghese; i resti delle forze alleate (principalmente australiani) tenevano ancora invece il sud e l'est dell'isola. La 2nd Independent Company era bene addestrata alle operazioni speciali tipo-commando e disponeva di proprie sezioni del genio e delle trasmissioni, anche se difettava di armamenti pesanti e veicoli; i commando stabilirono basi nascoste nelle montagne della zona portoghese, iniziando quindi a condurre incursioni e attacchi di guerriglia contro le postazioni giapponesi assistiti da guide e portatori reclutati tra gli abitanti locali.
Benché le autorità portoghesi e il governatore Ferreira de Carvalho rimanessero ufficialmente in carica per il disbrigo degli affari civili e si proclamassero neutrali tra le parti in conflitto, tanto i portoghesi quanto gli indigeni di Timor Est erano simpatetici con la causa degli Alleati, il che consentì ai commando di fare uso del sistema telefonico locale per comunicare e raccogliere informazioni di intelligence sul nemico; gli australiani tuttavia non avevano radio funzionanti e non erano in grado di contattare la madrepatria per informare il comando sulla loro continua resistenza, di cui in Australia vi era completa ignoranza. Solo all'inizio di marzo, quando i superstiti della Sparrow Force sotto Veale e Van Straten riuscirono a ricongiungersi ai commando, fu possibile assemblare un apparecchio radio di fortuna (ribattezzato "Winnie the War Winner") con cui fu stabilito un contatto con la base di Darwin. Entro maggio, aerei australiani avevano iniziato a paracadutare rifornimenti per i commando e i loro alleati.
Il 24 maggio Veale e Van Straten furono evacuati dalla costa sud-orientale da un idrovolante Consolidated PBY Catalina della RAAF, e il maggiore Alexander Spence della 2nd Independent Company, ora promosso a tenente colonnello, assunse il comando delle forze alleate nell'isola. Il 27 maggio fu invece la Royal Australian Navy a completare con successo la prima missione di rifornimento navale e di evacuazione dei feriti a Timor. Mentre la guerriglia dei commando proseguiva, il generale Thomas Blamey (comandante delle forze terrestri alleate nel teatro di guerra del Pacifico sud-occidentale) decise che la campagna a Timor dovesse proseguire il più a lungo possibile ma senza espandere ulteriormente le forze già in loco: una completa riconquista dell'isola avrebbe richiesto un'invasione anfibia su vasta scala con l'impiego di non meno di 10 000 uomini, un impegno che non poteva essere sostenuto al momento stante i duri combattimenti in corso in Nuova Guinea e nelle isole Salomone.
Le relazioni tra i giapponesi e il governatore portoghese Ferreira de Carvalho si deteriorarono rapidamente, e il collegamento telegrafico diretto con il governo di Lisbona venne tagliato; i giapponesi espressero lamentazioni ufficiali circa il fatto che il governatore non stesse facendo nulla per punire gli ufficiali portoghesi e i civili timoresi che stavano collaborando con l'"esercito invasore" (ovvero gli australiani), ma non presero alcuna azione diretta contro lo stesso Ferreira de Carvalho. I giapponesi avanzarono alcune offerte di resa agli Alleati per tramite del console australiano a Dili David Ross, tutte seccamente respinte da Spence; lo stesso Ross svolse attività d'intelligence a favore degli Alleati e rilasciò lettere di credito ufficiali del governo australiano in modo che i soldati potessero acquistare vettovaglie dai locali. Ross fu infine evacuato in Australia il 16 luglio.

### Le controffensive giapponesi

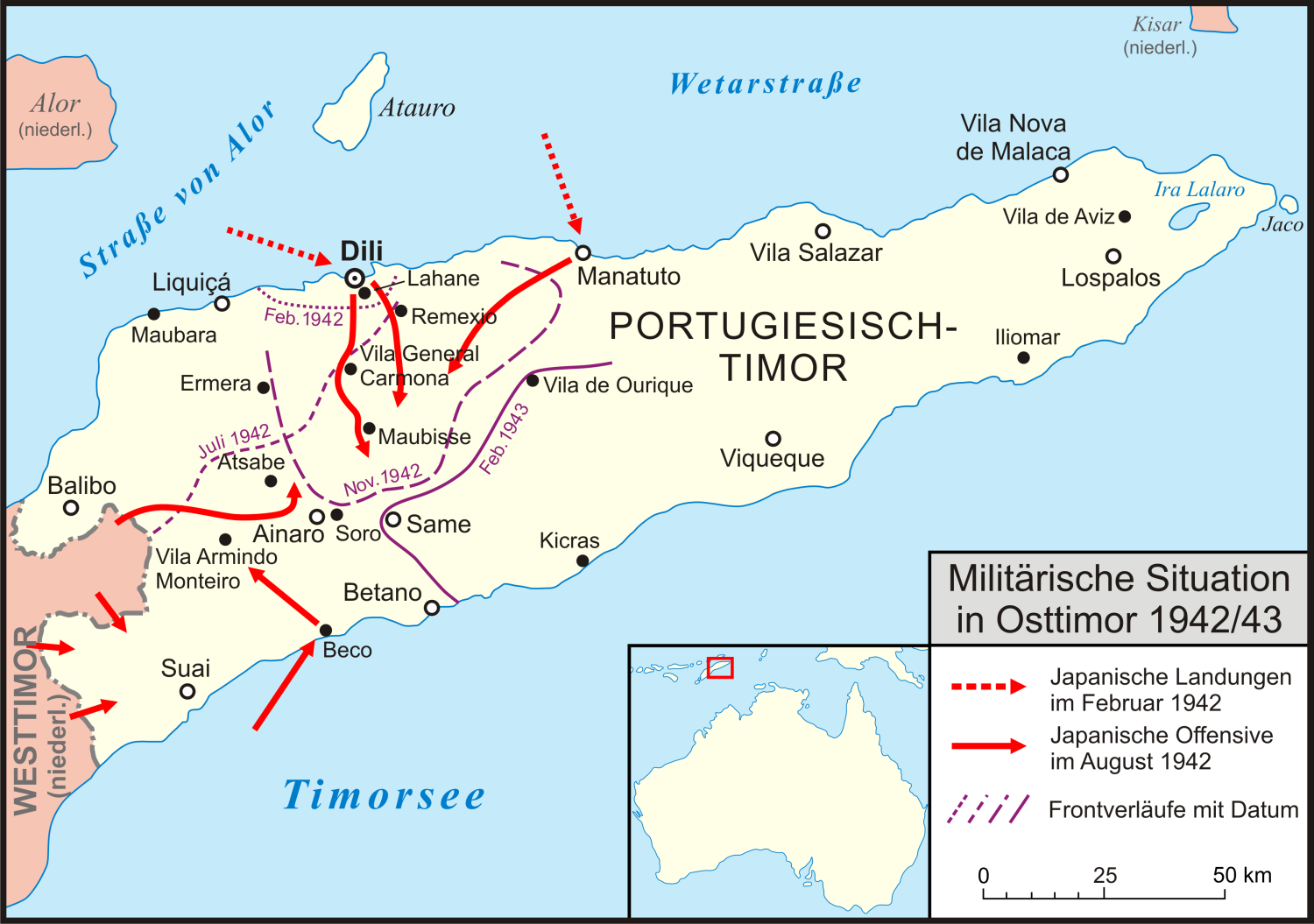
Principali operazioni giapponesi a Timor Est nel 1942-1943

Nell'agosto 1942 i giapponesi schierarono a Timor l'intera 48ª Divisione di fanteria del tenente generale Yuitsu Tsuchihashi, reduce dagli scontri nelle Filippine; Tsuchihashi lanciò subito una vasta controffensiva nel tentativo di confinare gli elusivi commando australiani con le spalle al mare lungo la costa meridionale dell'isola. Due grosse colonne di truppe giapponesi, due provenienti da Dili e una da Manatuto sulla costa nord-orientale, mossero in direzione sud, ma l'offensiva fu interrotta il 19 agosto quando il grosso delle truppe della 48ª Divisione fu ritirato da Timor per essere inviato con urgenza a Rabaul; i giapponesi riuscirono comunque a mettere in sicurezza la cittadina di Maubisse nel centro dell'isola e il porto di Beco sulla costa meridionale, e a reclutare un certo numero di civili timoresi perché fornissero informazioni sulla posizione degli australiani.
Nel corso di settembre la 48ª Divisione tornò nuovamente a Timor per riprendere la campagna. Anche gli australiani avevano fatto affluire dei rinforzi, nella forma dei 450 commando della 4th Independent Company ("Lance Force") sbarcati sulla costa meridionale il 23 settembre; il cacciatorpediniere australiano HMAS Voyager finì però incagliato vicino al porto di Betano mentre sbarcava i reparti della 4th Independent Company, e fu abbandonato quando venne fatto oggetto di attacchi aerei dei giapponesi. L'equipaggio del Voyager fu evacuato via mare il 25 settembre e lo scafo della nave distrutto con cariche da demolizione.
Entro ottobre i giapponesi avevano messo assieme un certo numero di reparti armati formati da timoresi, i quali subirono forti perdite quando furono lanciati in assalti frontali alle postazioni degli australiani. I portoghesi erano sottoposti a forti pressioni perché collaborassero con gli occupanti giapponesi, e nei primi sei mesi di occupazione almeno 26 civili lusitani, tra cui funzionari pubblici e un prete cattolico, furono uccisi dai giapponesi; il 1º novembre l'alto comando alleato autorizzò i reparti australiani a distribuire armi ai portoghesi perché potessero combatterei giapponesi, una politica che era stata portata avanti anche in precedenza in via informale. Circa allo stesso tempo, i giapponesi imposero che tutti i civili portoghesi si trasferissero in una "zona neutrale" entro il successivo 15 novembre; chi fosse stato sorpreso fuori dalla zona dopo tale data sarebbe stato considerato un collaboratore del nemico. Queste misure non fecero altro che incoraggiare i portoghesi ad appoggiare la causa degli Alleati, i quali si premunirono di evacuare dall'isola 300 tra donne e bambini.
L'11 novembre il tenente colonnello Spence fu evacuato in Australia, e il comando delle forze alleate a Timor passò al maggiore Bernard Callinan. Nella notte tra il 30 novembre e il 1º dicembre, la Marina australiana lanciò una vasta operazione per sbarcare a Betano un contingente di truppe fresche olandesi ed evacuare dall'isola 150 soldati olandesi e 150 civili portoghesi; la piccola lancia HMAS Kuru fu impiegata per traghettare i passeggeri tra la spiaggia e le due corvette HMAS Armidale e HMAS Castlemaine, ma la mattina del 1º dicembre la Armidale fu attaccata da velivoli giapponesi e colata a picco con la perdita della maggior parte delle truppe olandesi che imbarcava.

### La ritirata degli australiani

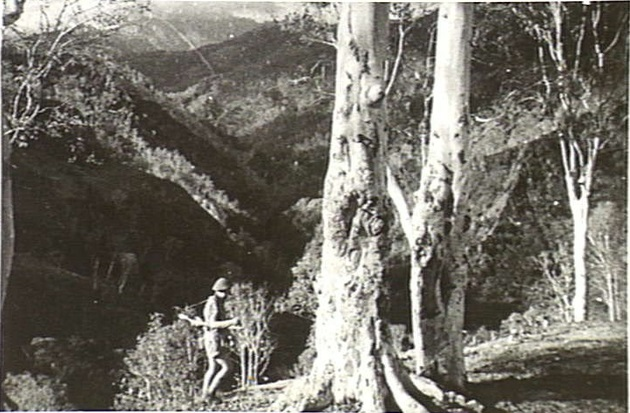
Un commando australiano nelle montagne ricoperte di giungla di Timor Est

Alla fine del 1942 le speranze degli Alleati per una riconquista di Timor erano ormai state accantonate: 12 000 soldati nipponici stazionavano sull'isola e i commando di Callinan erano sottoposti a forti pressioni da parte del nemico, il che, combinato con una serie di vittoriosi sforzi dei giapponesi per privare gli australiani del supporto della popolazione locale, rendeva la posizione degli Alleati intenibile. L'Esercito australiano stava sostenendo pesanti scontri contro i giapponesi nel teatro bellico della Nuova Guinea, e le risorse erano insufficienti per portare avanti in contemporanea un'efficace campagna a Timor; come conseguenza, a partire dall'inizio del dicembre 1942 le operazioni australiane a Timor furono progressivamente ridotte.
Tra l'11 e il 12 dicembre i resti dell'originaria Sparrow Force (tranne che per alcuni ufficiali) furono evacuati insieme a un gruppo di civili portoghesi dal cacciatorpediniere olandese Hr. Ms. Tjerk Hiddes, ma nella prima settimana del gennaio 1943 si decise di evacuare anche la Lance Force. Nella notte tra il 9 e il 10 gennaio il corpo centrale della 4th Independent Company venne portato via dall'isola, unitamente a 50 civili portoghesi, dal cacciatorpediniere HMAS Arunta; un piccolo contingente australiano, denominato "S Force", fu lasciato indietro per raccogliere informazioni di intelligence, ma la sua presenza fu ben presto scoperta dai giapponesi. La S Force si ritirò nell'estremo lembo orientale dell'isola, dove operavano anche i reparti speciali della Z Special Unit australiano-britannica; il contingente fu infine portato via dall'isola il 10 febbraio dal sommergibile statunitense USS Gudgeon. La campagna di guerriglia era costata la morte di 40 commando australiani, mentre le predite giapponesi erano stimate in 1 500 uomini.

## Conseguenze

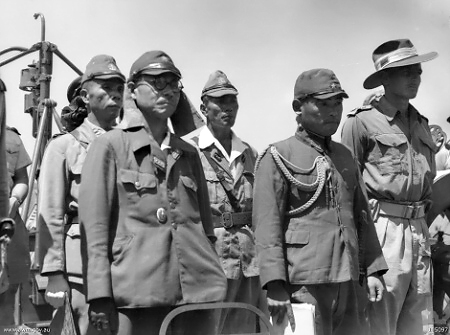
I delegati giapponesi si recano alla firma della resa della guarnigione di Timor nel settembre 1945

Per quanto la campagna di Timor avesse rivestito un valore strategico piuttosto basso, la campagna di guerriglia dei commando australiani era riuscita a impedire che un'intera divisione giapponese fosse schierata sul fronte principale in Nuova Guinea nelle fasi iniziali delle operazioni, infliggendo al tempo stesso ai nipponici un livello sproporzionatamente alto di perdite. In contrasto con le operazioni australiane ad Ambon e Rabaul, le azioni a Timor furono molto più di successo, anche se fu in gran parte uno sforzo simbolico di fronte alla schiacciante superiorità dei giapponesi. Ad ogni modo, la campagna dimostrò che, in circostanze favorevoli, la guerra non convenzionale e le operazioni di guerriglia poteva dimostrarsi sia più versatile che più economica di una campagna convenzionale, per la quale gli Alleati non avevano al momento le risorse necessarie
Molti civili rimasero vittima delle azioni di rappresaglia delle truppe nipponiche; la stima delle vittime civili timoresi durante la guerra sarebbe giunta a un totale compreso tra i 40 000 e i 70 000 morti.
I giapponesi rimasero in possesso di Timor fino alla resa del Giappone agli Alleati nel settembre 1945. Il 5 settembre il comandante della 48ª Divisione giapponese, generale Yamada Kunitaro, restituì formalmente al governatore portoghese Ferreira de Carvalho una piena autorità di governo e pose le truppe nipponiche ai suoi ordini. L'11 settembre un contingente australiano (Timor Force) al comando del generale Lewis Dyke sbarcò nel porto di Kupang e accettò la resa dell'ufficiale giapponese più alto in grado in loco, il colonnello Kaida Tatsuichi; il 23 settembre seguente Dyke si recò a Dili per le cerimonie di resa finali alla presenza delle autorità portoghesi e locali. Il 27 settembre una forza portoghese di 2 000 soldati sbarcò a Dili per ripristinare il pieno controllo di Lisbona su Timor Est.